# Вишеу
Вишеу (рум. Râul Vișeu) — река на севере Румынии, в исторической области Марамуреш.
Является левым притоком реки Тиса в бассейне Чёрного моря. Протекает через населённые пункты Боршу, Moisei, Вишеу-де-Сус, Вишеу-де-Жос, Леордину, Petrova, Бистру, Valea Vişeului. В последней деревне течение реки впадает в Тису.
Исток реки лежит на высоте в 1409 метров над уровнем моря, на северо-востоке в горах Родна, в 77 км от отметки высоты в 330 метров у перевала Прислоп, близ румыно-украинской границы. В Вишеу впадают Vasér и Oroszi. Длина реки составляет 77-80 км, а площадь водосбора 1606 км². Средний объём потока — 32 м³/с.